# Wasserlandestelle Amook Bay

i7
i11
i13
Die Wasserlandestelle Amook Bay (IATA-Code: AOS, FAA-LID: AK81) ist ein Privatflugplatz für Wasserflugzeuge, der sich nahe Amook Bay, einer Gemeinde im Kodiak Island Borough, befindet.
Obwohl von der amerikanischen Luftfahrtbehörde als „privat“ eingestuft, gibt es einen regulären Flugbetrieb nach Kodiak, Alaska, welcher durch das Essential-Air-Service-Programms des Verkehrsministerium der Vereinigten Staaten subventioniert wird.

## Infrastruktur und Flugzeuge
Die Wasserlandestelle Amook Bay hat eine Landefläche von 2438 × 213 Metern. Etwa 70 % der Flüge werden durch die General Aviation (Allgemeine Luftfahrt) durchgeführt, die restlichen durch Lufttaxis.